# Fabio Berardi
Fabio Berardi (Borgo Maggiore, 26 maggio 1959) è un politico sammarinese, capitano reggente per due mandati, l'ultimo coincidente con il semestre dal 1º ottobre 2016 al 1º aprile 2017.
Segretario di Stato (Ministro) per il Turismo, lo Sport, la Programmazione Economica, i Rapporti con l'A.A.S.S..

## Biografia
Risiede a Borgo Maggiore con la moglie e i due figli.
Laureato in Scienze Geologiche, dal 1984 al 1995 ha esercitato la libera professione, prima di divenire Direttore dell'Azienda Autonoma di Stato di Produzione.
È stato Presidente dell'Ordine dei Geologi Sammarinesi per due mandati consecutivi.
È stato inoltre sindaco revisore della Fondazione Conservazione della Natura.

### Carriera politica
Ha iniziato a militare nel Partito Socialista Sammarinese nel 1978.
Ha fatto parte della Giunta di Castello (amministrazione locale) di Borgo Maggiore per due mandati: dal giugno 1984 al giugno 1989 e dal novembre 1995 al dicembre 1998.
Nel 1993 ha partecipato ai lavori del Gruppo di studio “Piano Generale Aree Verdi”.
Dal 1995 al 1998 è stato Coordinatore del Dipartimento Territorio e Agricoltura. Dal 1997 al 1998 è stato Presidente del Consiglio d'Amministrazione dell'A.A.S.S.
Nel maggio del 1998 è entrato a far parte del Consiglio Grande e Generale (Parlamento sammarinese), ed è stato sempre rieletto in ogni successiva tornata elettorale.
Dal 1999 al 2005 ha fatto parte della Segreteria Politica del Partito Socialista Sammarinese.
Dopo l'unificazione del Partito Socialista col Partito dei Progressisti e Democratici, avvenuta nel 2005, è stato membro della Segreteria Politica del nuovo Partito dei Socialisti e dei Democratici.
Nel 2008 ha dato vita alla forza politica Arengo e Libertà, nelle cui liste è stato eletto in Consiglio Grande e Generale nelle elezioni politiche del 9 novembre 2008.
Nel giugno 1990 è stato Sindacatore della Reggenza, nel 1999 membro del Comitato di Coordinamento per l'Anno Giubilare. Ha fatto parte della Commissione Consiliare Deliberante per l'esame del Progetto di Legge “Codice di Procedura Penale”; e delle Commissioni Consiliari Permanenti: “Previdenza e sicurezza sociale; affari sociali; igiene e sanità; territorio; ambiente; lavori pubblici e servizi pubblici; agricoltura”; “Affari costituzionali e istituzionali; Ordinamento dello Stato e della Pubblica Amministrazione; protezione civile; affari interni; rapporti con le Giunte di Castello”; “Finanze, bilancio, e programmazione, artigianato, industria e cooperazione economica, commercio, lavoro e cooperazione”.
Ha fatto parte del Gruppo Nazionale della Repubblica di San Marino presso l'Unione Interparlamentare.
Da ottobre 2001 a dicembre 2003 ha ricoperto l'incarico di Segretario di Stato per il Territorio, l'Ambiente e l'Agricoltura; da gennaio 2004 a luglio 2006 di Segretario di Stato per gli Affari Esteri e Politici, la Programmazione Economica e la Giustizia; dal 27 luglio 2006 fino al 27 novembre 2007 è stato titolare della Segretaria di Stato per la Sanità, la Sicurezza Sociale, la Previdenza e le Pari Opportunità.
Dal 3 dicembre 2008 è titolare della Segreteria di Stato per il Turismo, lo Sport, la Programmazione Economica e i Rapporti con l'AASS.
Ha già ricoperto la carica di Capitano Reggente nel semestre 1º aprile 2001 - 1º ottobre 2001.
Aspetti controversi dell'attività politica:
Il 26 Ottobre 2020 è emerso il suo nome nella relazione conclusiva della "Commissione Consiliare d’Inchiesta su presunte responsabilità politiche o amministrative che hanno coinvolto la Società Credito Industriale Sammarinese – Banca Cis e sulle crisi bancarie".
https://www.consigliograndeegenerale.sm/on-line/home/organismi-istituzionali-e-commissioni-consiliari/altre-commissioni-consiliari/elenco-commissioni-consiliari-speciali/scheda17164121.html
https://www.sanmarinortv.sm/uploads/media/media/5f/5f969334529ad156190169.pdf

## Riconoscimenti
Il 3 settembre 2002 è Balestriere Onorario della Repubblica di San Marino;